# Saint-Savin (Hautes-Pyrénées)
Saint-Savin település Franciaországban, Hautes-Pyrénées megyében. Lakosainak száma 366 fő (2022. január 1.). Saint-Savin Lau-Balagnas, Uz, Adast, Arcizans-Avant, Cauterets és Pierrefitte-Nestalas községekkel határos.

## Népesség
A település népessége az elmúlt években az alábbi módon változott:
| Lakosok száma | 379  | 378  | 386  | 373  | 366  | 360  | 364  | 366  | 366  |
|               | 2013 | 2015 | 2016 | 2017 | 2018 | 2019 | 2020 | 2021 | 2022 |